# استفن راس
استفن راس (انگلیسی: Stephen M. Ross؛ زادهٔ ۱۰ مهٔ ۱۹۴۰) وکیل، کارآفرین و سرمایه‌دار اهل ایالات متحده آمریکا است، که در سال ۱۹۷۲ شرکت ریلیتد کمپانیز را تأسیس کرد.